# Stefan Borucz
Stefan Borucz (* 11. Juni 1932 in Koluszki; † 4. März 2020 in Radom) war ein polnischer Radrennfahrer und nationaler Meister im Radsport.

## Sportliche Laufbahn
Borucz war im Straßenradsport und im Bahnradsport aktiv. Er gewann acht nationale Titel im Bahnradsport. 1952 gewann er die Meisterschaft in der Einerverfolgung, von 1949 bis 1952 sowie 1956, 1960 und 1961 in der Mannschaftsverfolgung. Auf der Straße gewann er den Titel im Straßenrennen über 200 Kilometer. Vizemeister wurde er 1960 in der Einerverfolgung. Er war Mitglied der Nationalmannschaft und vertrat Polen bei den Bahnradsport-Weltmeisterschaften.

## Berufliches
Nach Beendigung seiner Karriere arbeitete er ab 1961 als Trainer im Verein Broni Radom. Zu seinen Fahrern gehörte unter anderem Andrzej Michalak.